# Roter von Simonffi

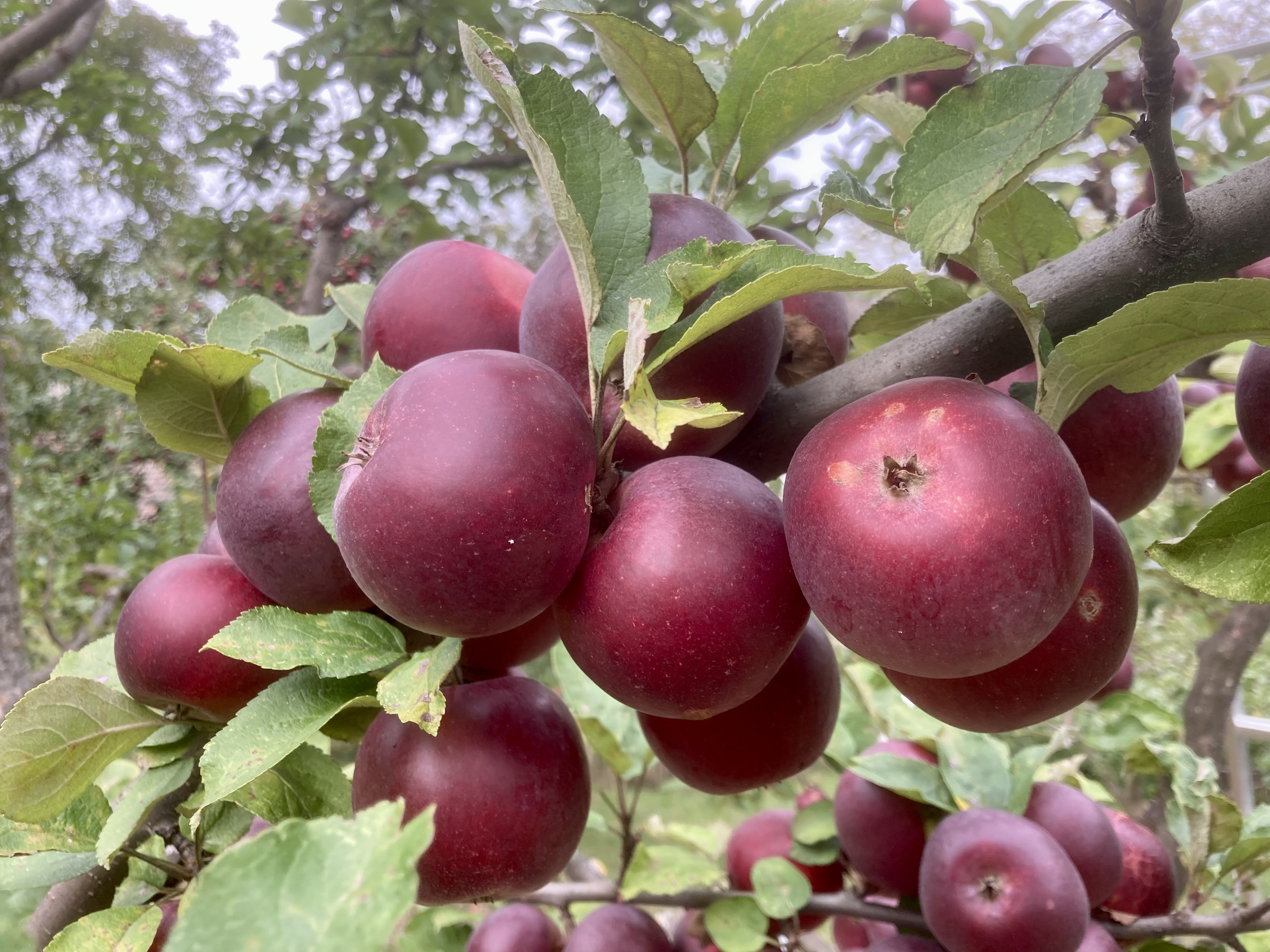
Roter-von-Simonffi-Äpfel am Baum, Burgenland 2022

Roter von Simonffi (ungarisch: Simonffy piros) ist eine lokale Apfelsorte aus Österreich-Ungarn.

## Terminologie
In Österreich, wo sie bis heute auf Streuobstwiesen weitflächig verbreitet ist, trägt diese Apfelsorte verschiedene Lokalnamen, etwa Zwiebelapfel (burgenländisch: Zwifüopfü), am häufigsten wird sie als Zigeunerapfel bezeichnet. In Ungarn ist sie unter der Bezeichnung Simonffy piros bekannt. Die dekorativen Früchte fanden traditionell auch als Christbaumäpfel Verwendung.

## Beschreibung, Eigenschaften
Die Sorte ist problemlos: Sie ist wenig wurmanfällig und die Früchte nehmen kaum Schaden, wenn sie vom Baum fallen. Die Frucht mit dunkelweinroter, leicht glänzender Schale ist klein bis mittelgroß. Das grünlichweiße, anfangs feste, später weiche und saftige Fruchtfleisch schmeckt süßsäuerlich und weist eine Rosenaromatik auf. Als Hochstamm bildet der Rote von Simonffi schöne Baumkronen aus. Die Früchte sind im Oktober ernte- und genussreif und bis März haltbar.